# Soziale Gruppe
Als soziale Gruppe gilt in Soziologie und Psychologie in der Regel eine Gruppe ab 3 Personen, deren Mitglieder sich über einen längeren Zeitraum in regelmäßigem Kontakt miteinander befinden, gemeinsame Ziele verfolgen und sich als zusammengehörig empfinden. Innerhalb der Gruppe entwickelt sich dabei neben gemeinsamen Normen und kollektiven Wertvorstellungen eine gruppeneigene Rollenverteilung. Nach Friedhelm Neidhardt besteht ein wesentliches Abgrenzungsmerkmal darin, dass Gruppen auf diffusen Beziehungen unter den Mitgliedern beruhen. In bestimmten Zusammenhängen wird auch eine Gruppenuntergrenze von 2 Personen genannt, aber nur bei der Bildung eines mathematischen Grenzwerts.
Für den dänischen Soziologen Theodor Geiger besteht ein grundlegender Unterschied zwischen einer Gruppe und einem Paar (Dyade als Zweierbeziehung), da bei einem Paar zwangsläufig alle Mitglieder jederzeit gemeinsam an allen Interaktionen beteiligt sind. Für den deutschen Soziologen Georg Simmel kommt gerade der Dreizahl (der Triade), die als untere Grenze der Gruppengröße festgelegt ist, eine besondere Bedeutung für die Gesellschaftsbildung zu.
Eine aus mehreren sozialen Gruppen zusammengesetzte Gruppe bildet einen Verband. In der Wissenschaft gibt es meist keine Obergrenze für die Zahl der Menschen, die als soziale Gruppe bezeichnet werden kann, sondern nur entsprechende Definitionen, durch welche sich eine Limitierung ergibt.

## Definitionen
Eine weithin anerkannte Definition für den Begriff „soziale Gruppe“ stammt von dem Sozialpsychologen Henri Tajfel 1986:
„Wir können eine Gruppe, in diesem Sinne, begrifflich fassen als eine Ansammlung von Individuen,
- die sich selbst als Mitglieder der gleichen sozialen Kategorie wahrnehmen,
- einen emotionalen Bezug zu dieser gemeinsamen Selbsteinordnung aufweisen und
- ein gewisses Maß an sozialem Konsens über die Beurteilung der Gruppe und ihre Mitgliedschaft darin erlangen.“[3]

Tajfels Definition wird sowohl auf Kleingruppen wie ethnische Gruppen als auch auf sehr große Gruppen wie eine ganze Nationen angewendet.
Soziologisch bestimmt sich eine Gruppe dadurch, dass alle ihre Mitglieder in einer unmittelbaren sozialen Beziehung zueinander stehen, jedes Mitglied sich der anderen Mitglieder bewusst ist und zwischen allen Mitgliedern soziale Interaktion möglich ist. Damit unterscheidet sich eine soziale Gruppe von einer Organisation als einer Sozialform, die eine sehr große Ausdehnung in Bezug auf Mitgliederzahl und Komplexität ihrer Sozialstruktur haben kann. Große Organisationen haben beispielsweise oft eine anonyme Struktur mit formalisierten und anonymen Begegnungen. Demgegenüber wäre eine soziale Gruppe aufgrund der nötigen Interaktionen grundsätzlich in ihrer Größe begrenzt.
Daneben wird unterschieden zwischen formellen Gruppen oder auch Sekundärgruppen, die von außen geformt wurden, und informellen Gruppen oder auch Primärgruppen, die sich basierend auf dem individuellen Kontakt und emotionalen Bindungen gebildet haben.
- Die formellen Gruppen werden von der Organisationsleitung nach den jeweiligen Erfordernissen und Zielsetzungen gebildet, um bestimmte, geplante und definierte Aufgaben auszuführen und Teilziele zu erreichen, beispielsweise Arbeitsgruppe, Team, Ausschuss oder Qualitätszirkel.
- Die informelle Gruppe ist durch gefühlsmäßige Bindungen zwischen den Gruppenmitgliedern gekennzeichnet. Die Mitglieder haben von der formellen Organisation unabhängige Beziehungen,[4] beispielsweise als Freundeskreis, Peergroup oder Clique. Sie befriedigen am Arbeitsplatz und in ihrer Freizeit soziale Bedürfnisse.

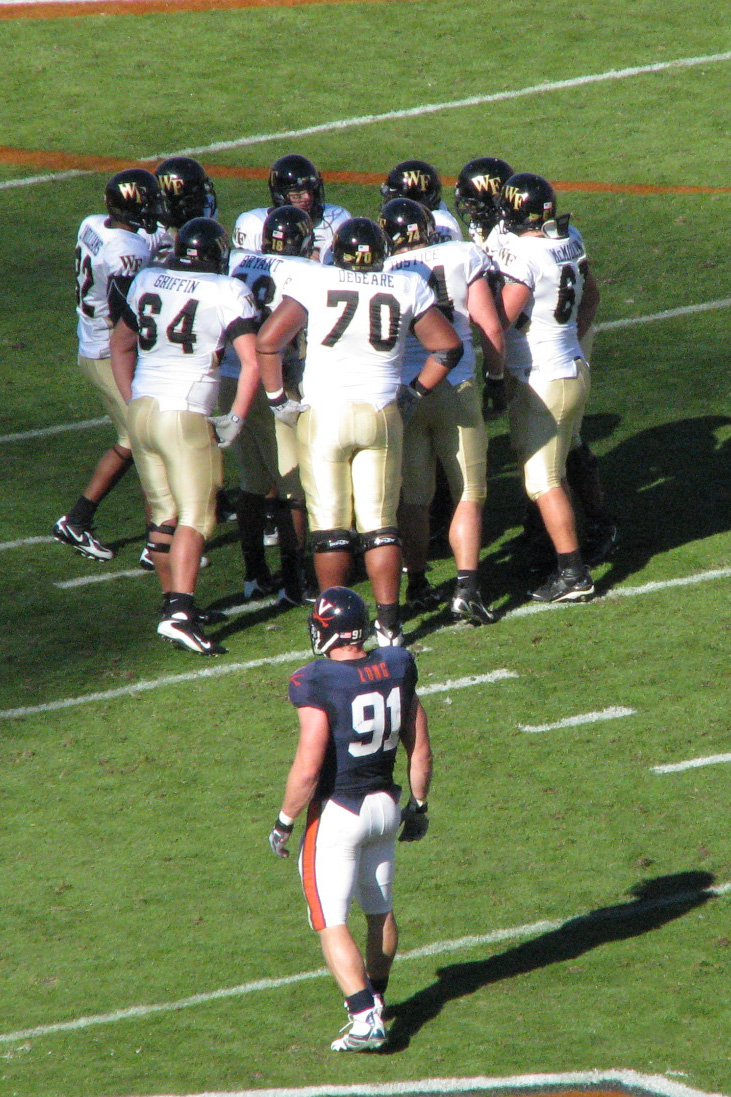
Kennzeichnend für viele Gruppen ist ihre Abgrenzung gegenüber Nicht-Mitgliedern

Eine soziologische Definition von Friedhelm Neidhardt lautet: „Gruppe ist ein soziales System, dessen Sinnzusammenhang unmittelbar durch diffuse Mitgliederbeziehungen sowie durch relative Dauerhaftigkeit bestimmt ist.“ Kennzeichen einer Gruppe ist häufig eine wiederkehrende Interaktion zwischen den Personen, jedoch nicht zwangsläufig. Gruppen begrenzen sich nicht nur auf zweckrationale Handlungserwartungen, sondern auch auf eine „[…] Vielzahl von Bezügen auf einer formell nicht eingegrenzten Bezugsebene“. Ein sozial Handelnder (Akteur) gehört einer Gruppe an:
- wenn er sich der Gruppe zugehörig fühlt
- wenn dieses Zugehörigkeitsgefühl von der Gruppe nicht zurückgewiesen wird

Damit die erste Bedingung erfüllt sein kann, muss diese Gruppe mindestens in der Vorstellung eines Akteurs existieren. Sie kann dann als Bezugsrahmen für soziale Vergleiche dienen und so als seine Bezugsgruppe wirken, obwohl sie nicht nur aus lebenden Akteuren bestehen muss (etwa „meine Sippe“) oder vielleicht den Mitgliedern nicht bewusst ist, dass sie als Bezugsgruppe wirken.
Für eine Unterscheidung zwischen Eigengruppe und Fremdgruppe kann darüber hinaus eine Gruppe so etwas wie eine Gruppenidentität mit Gruppenkohäsion („Wir-Gefühl“) und Gruppendenken entwickelt haben. Die Gruppenkohäsion – gelegentlich auch als Korpsgeist bezeichnet – ist ein wesentlicher, konstituierender Ausgangsfaktor für den Erhalt und Bestand von Gruppen, denn dieses Gruppengefühl gründet in den Gefühlen von Zugehörigkeit und Zusammengehörigkeit. Unmittelbare Interaktion eines Mitgliedes mit jedem anderen, Vertrautheit und Intimität gehören ebenso zu den Qualitäten der Gruppe.

## Gruppenmitgliedschaft
Über die Zusammengehörigkeit grenzt die Gruppe ihre Mitglieder von Nicht-Mitgliedern ab, die der Umwelt zugerechnet werden. Mitgliedschaft wird wahrnehmbar über wiederkehrende Interaktionszusammenhänge, sie besteht aber über die reine Interaktion hinaus. Anders als in Organisationen erfolgt der Eintritt von neuen Gruppenmitgliedern (ebenso wie der Austritt) nicht immer über eine konkrete Entscheidung, sondern läuft eher schleichend ab. Zusammengehörigkeitswahrnehmung ist eng an die Entstehung persönlichen Vertrauens gebunden (Erzeugung von Erwartungssicherheit). Die Zugehörigkeit zu der jeweiligen Gruppe wird nach außen unterschiedlich ausgedrückt, angefangen von der Sprache bis hin zu sichtbaren Zeichen wie beispielsweise in der Kleidung.

## Gruppenstruktur
Das soziale Zusammenleben innerhalb der Gruppe ist geprägt durch dauerhafte soziale Beziehungen und Kontakte, durch Eigen- und Zusammenhandeln, durch gemeinsame Werte und Interessen, durch Unmittelbarkeit von Beziehungen, durch wechselseitige Wahrnehmung der Beteiligten, durch Anwesenheit und direkte Interaktion sowie durch aufeinander abgestimmte soziale Rollen.
Aufschlussreich sind bei der Struktur zunächst die verschiedenen sozialen Rollen der Individuen und der soziale Status in Hinblick auf die Verteilung von Macht, Kompetenz, Einfluss, Autorität oder anderer signifikanter sozialer Ressourcen einerseits und Unterwerfung oder Anpassung als spezifische Verhaltensweisen andererseits, aus denen sich möglicherweise eine Hierarchie oder eine andere spezifische Struktur ergeben.
Ein weiterer wesentlicher Faktor ist das Innen-Außen-Verhältnis der Gruppe, wie diese sich nach innen als Gemeinschaft, etwa über Inhalte, Gefühle, Rituale, Werte definiert und wie sich die Gruppe vom Umfeld, von anderen Gruppen oder der Gesellschaft abgrenzt. Die mehr oder weniger klar definierte Art und Weise dieser Abgrenzung stellt einen bestimmenden Analysefaktor dar.

### Gruppennormen – Handeln und Verhalten in Gruppen
Normen bilden sich durch Teilnahme in der Gruppeninteraktion, d. h. primär über die gruppendynamische Systemgeschichte. Diese Normen werden jedoch oft erst im Konfliktfall für alle „sichtbar“ oder ausgesprochen. Wer beispielsweise bei einer Interaktion nicht explizit dem Verhalten der anderen Gruppenmitglieder widerspricht, legt sich auf eine Selbstdarstellung fest, dass er das Verhalten – auch für die Zukunft – akzeptieren wird, ohne dagegen noch legitim protestieren zu können.

### Rollen innerhalb von Gruppen
In der Regel kristallisieren sich im Laufe der Zeit in den Gruppen einzelne Positionen heraus, die von einzelnen Gruppenmitgliedern eingenommen und unterschiedlich ausgefüllt werden (die soziale Rolle kann unterschiedlich gespielt werden) oder aber von den anderen Gruppenmitgliedern einem Individuum zugesprochen werden. Mit den meisten Rollen identifizieren sich einzelne Gruppenmitglieder bewusst oder unbewusst, zugesprochene Rollen werden von ihnen akzeptiert oder aber abgelehnt. Man kann sagen, dass die Rollenübernahme und -zuschreibung sozial ausgehandelt wird.
Die Ausbildung von „Entscheidungsmechanismen hierarchischer Art“, also die instrumentelle Rollendifferenzierung, kann durch den Handlungsdruck, der durch die äußere Umwelt einer Gruppe bedingt wird, und der daraus resultierenden Zweckorientierung einer Gruppe beeinflusst werden. Speziell in Gruppen, für die der äußerlich bedingte Handlungsdruck weniger relevant ist, differenzieren sich Rollen stattdessen durch die Ausbildung von personalisierten Stereotypen (etwa die/der Fürsorgliche). Generell kann gesagt werden, dass der Druck der äußeren Umwelt und der Druck der inneren Umwelt zur Sicherung des Fortbestands der Gruppe permanent über Rollendifferenzierungen und Integrationsleistungen innerhalb der Gruppe ausbalanciert werden müssen. Dabei ist es auch entscheidend, dass Rollen in Gruppen nicht explizit gemacht werden, sondern latent bleiben.

## Theoretische Perspektiven in der Forschung über Gruppen

### Psychologische Perspektive
In der psychodynamischen Perspektive auf Kleingruppen lassen sich zwei Denkrichtungen unterscheiden: Psychoanalytische und humanistische Ansätze. Erstere gehen dabei zurück auf die Theorien von Sigmund Freud und die Forschungen Melanie Kleins, auf deren Grundlage Wilfred Bion die Gruppenanalyse entwickelte. Der psychoanalytische Ansatz wurde in Deutschland in den 1970er Jahren besonders von Horst-Eberhard Richter geprägt. Bei den humanistischen Ansätzen lassen sich die T-Group (Traninig Group) Methode von Kurt Lewin einerseits und die Perspektive des Psychodramas von Jacob Levy Moreno unterscheiden. Die T-Group Methode nach Lewin fußt auf der Annahme von unbewussten Prozessen, die Kräfte hervorbringen, die die Interaktionen innerhalb eines Feldes (Gruppe) beeinflussen. Die einzelnen Gruppenmitglieder sollen durch Training befähigt werden, Probleme in der Gruppe selbst zu lösen. Die psychodramatische Perspektive legt den Fokus auf die Handlungen innerhalb der Gruppe. Ziel ist es, durch die Darstellung unterdrückter Emotionen des Einzelnen und der Gruppe (Rollenspiele etc.) deren Kreativität zu nutzen, um Probleme zu lösen.
Der Social-Identity-Ansatz geht von der Annahme aus, dass die Identität einer Person aus zwei Komponenten besteht, nämlich einerseits der persönlichen Identität, die auf idiosynkratische Persönlichkeitsmerkmale zurückzuführen ist, und andererseits der sozialen Identität. Bei der Konstitution dieser zweiten Komponente ist die Zugehörigkeit zu Gruppen ausschlaggebend. Eine eindeutige Definition der Gruppe liegt hierbei nicht zugrunde. Sobald eine Gruppenidentität unterstellt werden kann, kann ein sozialer Zusammenhang zum Untersuchungsgegenstand des Social Identity Approach werden; unter „Gruppe“ werden folglich sowohl Kleingruppen, Sportmannschaften und Arbeitskollektive in Organisationen als auch Ethnien, Glaubensgemeinschaften, Untergruppen innerhalb einer Glaubensgemeinschaft und Geschlechtskategorien gefasst. Das zentrale Erkenntnisinteresse des Ansatzes richtet sich auf „the relationship between human psychological functioning and the large-scale social processes and events which shape this functioning and are shaped by it“.

### Systemtheoretische Perspektive
In der Systemtheorie gibt es Ansätze, die Einflüsse der Umwelt auf die Gruppe zu erfassen. Die besondere Relevanz der Innenwelt oder inneren Umwelt bezogen auf die Mitglieder der Gruppe und die Möglichkeit der Steuerung von Gruppenprozessen über Gefühle als Medien können jedoch nach Ansicht einiger Autoren mit psychoanalytischen Begriffen präziser beschrieben werden als mit soziologischen Hilfskonstruktionen wie Interesse, Intention oder Motivation. Um das Verhältnis von Psychischem und Sozialem begrifflich zu bestimmen, bietet sich der Begriff der Interpenetration an: „Interpenetration liegt entsprechend dann vor, wenn […] beide Systeme sich wechselseitig dadurch ermöglichen, daß sie in das jeweils andere ihre vorkonstituierte Eigenkomplexität einbringen.“ In dieser Konzeption bleiben Psychisches und Soziales getrennt. Die Systemtheorie von Luhmann betrachtet die Gruppe zunächst völlig unabhängig von der Umwelt. Dabei wird die Größe der Gruppe in der Theorie begrenzt. Es gibt aber inzwischen auch Betrachtungen komplexer Systeme und somit größerer Gruppen.